# Mendeltna
Mendeltna é uma Região censo-designada localizada no estado americano de Alasca, no Distrito de Valdez-Cordova.

## Demografia
Segundo o censo americano de 2000, a sua população era de 63 habitantes.

## Geografia
De acordo com o United States Census Bureau, a localidade tem uma área de 1183,8 km², dos quais 1159,4 km² cobertos por terra e 24,4 km² cobertos por água.

## Localidades na vizinhança
O diagrama seguinte representa as localidades num raio de 56 km ao redor de Mendeltna.